# M3 Amphibious Rig
L'M3 Amphibious Rig è un veicolo gettaponte anfibio in servizio nelle forze armate tedesche (Bundeswehr), utilizzato oltre che come gettaponti al servizio di carri armati e altri veicoli militari pesanti anche come traghetto per oltrepassare ostacoli fluviali di dimensioni maggiori.

## Sviluppo
L'M3 deriva direttamente dall'M2 del 1968 di produzione tedesca, progettato in sostituzione del Gillois per l'esercito francese, sempre di produzione della Eisenwerke Kaiserslautern (EWK), che sostituì i serbatoi di galleggiamento pneumatici del Gillois con due serbatoi in alluminio che fungevano allo stesso tempo come struttura del ponte galleggiante. Dello sviluppo dell'M3 era originariamente incaricata la società tedesca Eisenwerke Kaiserslautern, che dal 2002 fu acquisita dalla General Dynamics European Land Systems. Quest'ultima ha sviluppato l'M3 sulla base dei progetti della vecchia società tedesca.
Lo sviluppo dell'M3 ebbe inizio nel 1982, ma il prototipo finale venne presentato solo 10 anni dopo, nel 1992; un primo ordine di 64 veicoli è avvenuto nel 1994, che entrarono in servizio con l'esercito tedesco e britannico nel 1996.
Da allora, la M3 fu adottato anche dagli eserciti di Taiwan e di Singapore.
Una versione aggiornata, conosciuta come M3G, è in servizio con gli eserciti di Singapore, e come modifiche presenta una cabina blindata a protezione NBC, un sistema ad aria condizionata e un kit specifico per i climi tropicali.

## Tecnica
L'M3 è un veicolo anfibio che su strada opera come un veicolo gommato 4x4 capace di sviluppare una velocità massima di 80 km/h. Per operare in acqua, distribuisce i due grandi pontoni di alluminio, aprendoli in acqua per tutta la lunghezza dello scafo. L'M3 è spinto e manovrato da due turbine marine capaci di spingere il mezzo fino ad una velocità di circa 14 km/h.
Per creare un impianto "multiplo" di ponti, possono essere uniti più M3 tramite connettori che collegato i pontoni dei diversi veicoli tra loro, in modo da formare un vero e proprio ponte artificiale che permette ai carri armati di oltre 60 tonnellate come i Leopard 2A6 e i Challenger 2 e ai vari altri veicoli dell'esercito di superare l'ostacolo acquatico.
Circa otto M3 permettono di costruire un ponte lungo 100 m in soli 15 minuti, il 50% di velocità in più rispetto all'M2, o in alternativa due M3 uniti insieme possono fungere da "traghetto"  in grado di trasportare un carico simile tra le sponde di corsi d'acqua anche più ampi di 100m; tre M3 uniti possono trasportare fino a due MBT da oltre 60 tonnellate ciascuno.

## Impiego

### Operazione Telic
L'M3 è stato utilizzato per la prima volta in combattimento durante l'Operazione Telic, ossia il contributo militare della Gran Bretagna durante la più vasta operazione USA "Iraqi Freedom". Dal 25 marzo 2003, alcuni M3 furono utilizzati da reparti, il 412º Reggimento anfibio del genio, il 23º Squadrone reggimento anfibio, e il 28º Reggimento del genio guastatori, per traghettare gli elementi della 3ª Brigata inglese lungo il fiume Shatt Al-Basrah per continuare l'avanzata verso la città di Bassora.
Successivamente l'M3 fu utilizzato per attraversare i campi di petrolio di Ramallah, e soprattutto per far avanzare tre obici semoventi AS90 a sostegno della 16ª Brigata d'assalto aereo dell'Esercito britannico.

## Utilizzatori
Germania
Bundeswehr
 Regno Unito
British Army
 Singapore
Tentera Singapura
 Taiwan
Zhōnghuá Mínguó Lùjūn